# Taalunie Brussel
Taalunie Brussel werd in 2008 opgericht door de Nederlandse Taalunie en ondersteunt docenten, leerkrachten en leerders van het Nederlands buiten het taalgebied in de vorm van advisering, informatieverstrekking en scholing. Daarnaast ondersteunt Taalunie Brussel concrete projecten gericht op leermiddelen en -materialen, toetsing en certificering, promotie en onderzoek. 
Het Nederlands wordt in circa 40 landen aan ruim 150 universiteiten en 15.000 studenten aangeboden. Meer dan 350.000 scholieren van alle schoolvormen krijgen van ongeveer 5.000 docenten onderwijs Nederlands op scholen in Wallonië, Noord-Frankrijk, Nedersaksen en Noord-Rijnland-Westfalen.